# Steve Easterbrook
Steve Easterbrook, né le 6 août 1967, est un chef d'entreprise et homme d'affaires britannique. Il est président-directeur général de la chaîne de restauration rapide McDonald's de janvier 2015 à novembre 2019.

## Biographie

### Formation
Steve Easterbrook grandit à Watford et suit sa scolarité à la Watford Grammar School for Boys. Il étudie ensuite les sciences à l'université de Durham. 

### Carrière
Après l’université, il est formé comme comptable chez PwC puis intègre McDonald's en 1993 comme directeur général à Londres.
En 2011, il devient président directeur général de PizzaExpress puis de Wagamama, deux chaînes britanniques de restauration rapide. 
De retour chez McDonald's en 2013, Steve Easterbrook devient global chief brand officer, puis président-directeur général du groupe en janvier 2015. En novembre 2019, il est démis de ses fonctions pour avoir entretenu une liaison avec un membre du personnel de l'entreprise.

### Vie privée
Divorcé, Steve Easterbrook est père de trois enfants[réf. souhaitée]. 